# Гарсия Падрон, Мария дель Пино
Мария дель Пино Гарсия Падрон (исп. María del Pino García Padrón; род. 23 августа 1961) — испанская шахматистка.

## Биография
С середины 1970-х до середины 1980-х была одной из ведущих шахматисток Испании. В чемпионатах Испании по шахматам среди женщин завоевала две золотые (1980, 1983) и четыре серебряные (1975, 1977, 1982, 1984) медали.
Представляла сборную Испании на шахматных олимпиадах, в которых участвовала пять раз (1974—1982). В командном зачете завоевала бронзовую (1976) медаль. В индивидуальном зачете завоевала серебряную (1974) медаль.
С 1987 года больше не участвует в шахматных турнирах.